# Миколаївка (Неклинівський район)
Миколаївка — село, адміністративний центр Миколаївського сільського поселення Неклинівського району Ростовської області.
Населення — 6403 осіб (2010 рік).

## Історія

### Запорізька Січ
У 1769 році міжріччя Самбека й Міуса заселили 500 душ сімейного запорізького козацтва. Було утворено 3 слободи: Нижню (6 322 десятини землі), Середню (8446 десятини землі), Верхню (13200 десятини землі).

### У Катеринославській губернії
Після скасування Запорізької Січі, Нижнє увійшло до Тагарізького градоначальства Катеринославської губернії.
У Нижній слободі 1811 року побудували церкву святого Миколая, що дало нову назву слободі — Миколаївка.
Близькість Миколаївки до Таганрога позначилася на заняттях жителів села. Земля навколо Миколаївки мала горбисту поверхню з невеликим шаром родючої землі. Багато ділянок, де на поверхню виступає камінь-черепашник. Багато селян землі не мали. Миколаївці йшли в місто в пошуках роботи.

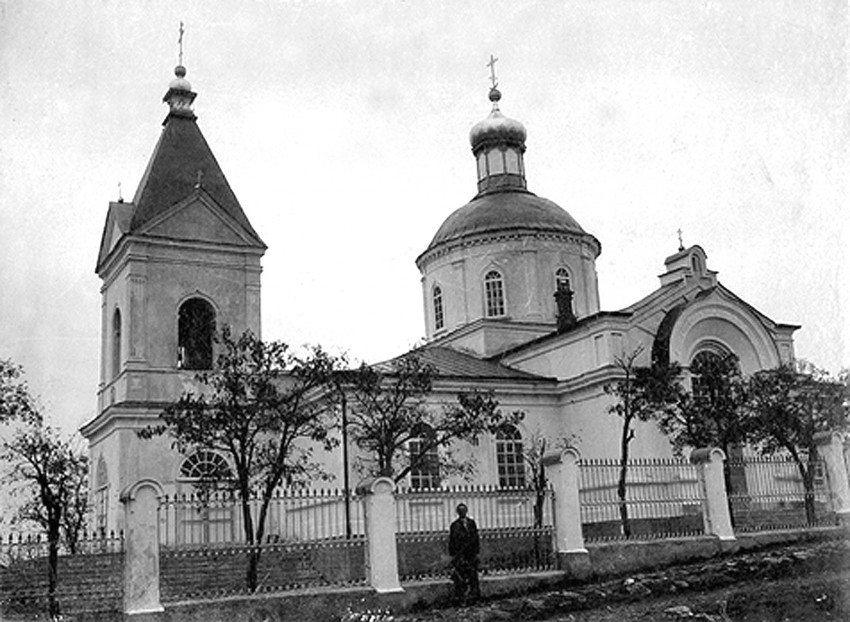
Миколаївка. Церква Миколи Чудотворця

Кам'яний храм Миколи Чудотворця побудовано у 1850 році.

### У Області Війська Донського
У Миколаївці відкривається земська школа.
У 1893 році в Миколаївці було 482 дворів. Населення 6228 осіб. В 1896 році, з початком будівництва у Таганрозі металургійного заводу, відтік на заробітки серед миколаївців посилюється. До кінця XIX століття в Миколаївці було вже три школи: казенна, церковно-парафіяльна та жіноча на громадські гроші. За відомостями Таганрозького краєзнавчого музею, на території Миколаївки в 1900 р. було 15 кузень, 20 вітряків, 10 крамниць, 3 шинків, 1 фельдшерський пункт, 4 училища-школи з 9 вчителями.

### В УСРР
У 1923—1929 роках село було адміністративним центром Миколаївського району Таганрізької округи.
У 1926 році відбувся переділ території між УСРР й РРФСР й україномовна Миколаївка внаслідок чого приєднана до Росії.

### У РРФСР
У 1929 році почалася колективізація. У Миколаївці створили колгосп «Красний повстанець». 4-я бригада, у більшості рибалки, виділилася в окремий колгосп «імені М. Фрунзе».
У Миколаївці збереглися бригади, що спеціалізувалися на просапних культурах. Вони злилися з колгоспом «Росія». З утворенням колгоспів змінилося життя миколаївців. Доросле населення працювало на рільничих станах колгоспу «Красний повстанець». Багато чоловіків працювало в рибгоспі й на заводах Таганрога.
В 1930 р. в Миколаївці була утворена МТС. А в 1933 році відділення МТС розташувався по сусідству з Миколаївкою в селі Андрієво-Меленьтьєво. Збільшилася кількість тракторів.
Під час німецько-радянської війни 680 днів Миколаївка була під владою німців. Внаслідок військових дій були зруйновані 4 шкільні будівлі, бібліотека, клуб, магазин, пошкоджено багато житлових будинків. 30 серпня 1943 року Миколаївку зайняла 347-та стрілецька дивізія Красної армії.

#### Рибколгосп ім. Фрунзе
Для лову риби за рибколгоспом була закріплена акваторія Міуського лиману у 6000 га та акваторія Таганрозької затоки від села Приморка до Таганрізького металургійного заводу довжиною в 5 км. Цією водоймою рибколгосп користувався до 1939 року. Вся виловлена риба перероблялася в рибцехах колгоспу й реалізовувалася за нарядами Доно-Кубанського рибтресту. У 1932 році згідно з постановою уряду переробка риби була передана Міуському рибзаводу міста Таганрог.
Крім риби колгосп ловив ракушку-перловицу. Вона йшла на Таганрізьку ґудзикову фабрику. В окремі роки черепашки виловлювали до 10000 центнерів на рік. Колгосп проіснував до 1952 року. Було введено заборону на ловлю риби в Міуському лимані в період нересту. Риболовецьке господарство відійшло на ділянку Крива Коса.

## Льотна школа-інтернат
В селі знаходиться Державний бюджетний загальноосвітній заклад Ростовської області «Неклиновська школа-інтернат з початковою льотною підготовкою імені 4-ї Червонопрапорної Повітряної Армії».
Сьогодні це одне з 3 загальноосвітніх установ Росії для розвитку профорієнтаційної роботи льотного напрямку.
За чверть століття майже 3 тисячі вихованців отримали навички водіння літака, здійснили перші стрибки з парашутом. Більшість з них вступили у вищі військові навчальні заклади. Більше тисячі вихованців служать у лавах Російської армії, у тому числі на командних посадах.